# João Francisco Falcão da Costa Reis
João Francisco Falcão da Costa Reis (Lisboa, 6 de novembro de 1966) é um empresário português, considerado o responsável pelo início em Portugal do negócio da compra de créditos vencidos (NPL).

## Biografia
Nasceu em Lisboa, filho de Francisco Manuel Gonçalves da Costa Reis (Coimbra, 4 de Agosto de 1937 - Lisboa, 11 de Janeiro de 2001) e de sua mulher Maria Teresa de Seabra Castel-Branco Falcão (Idanha-a-Nova 09 de Dezembro de 1936 - Lisboa 30 de Janeiro de 2020 ). Seu pai, advogado, foi um dos fundadores do jornal "Expresso", de Francisco Pinto Balsemão, mantendo-se como accionista e administrador do Grupo Impresa até à data da morte..
Licenciado em Direito pela Faculdade de Direito da Universidade de Lisboa, e com uma Pós-graduação de Advanced Management Program da Kellogg School of Management,  iniciou a sua carreira de empresário em 1990. Foi presidente e CEO da Present Value até ao seu encerramento em 2015. É Presidente do Conselho de Administração da Domusvenda, entre outras, e acionista da Impresa.

### Primeiros Anos (1990– 1996)
Em 1990 torna-se provedor de serviços para os Tribunais Portugueses e principais escritórios de advocacia, especializando-se em activos imobiliários, fundando a sua primeira empresa, a Domusvenda, para gerir os bens imóveis confiados pelo Estado Português em 1994.

### Criação do Mercado de Crédito Mal Parado em Portugal (1997 – 2010)
Em 1997 inicia um estudo a nível mundial, do mercado de crédito mal parados (Non Performing Loans-NPL), mercado até então inexistente em Portugal.Em 2003 inícia o negócio dos NPL no país em parceria com o banco Goldman Sachs, através da aquisição de um portfólio, com o valor 34 milhões de euro, a um dos maiores bancos portugueses.
Entre 2003 e 2007 forma parcerias com o Credit Suisse e com a multinacional alemã GFKL, adquirindo até 80% do mercado de NPL Português. Ainda em 2007, avança para a gestão destas carteiras numa parceria da Domsuvenda com a GFKL e Apollo Management, e inicia a internacionalização para o mercado espanhol e sul-americano. Também no mesmo ano, lança um fundo de investimento imobiliário para compra de imóveis resultantes dos créditos em incumprimento.
Como consequência da actividade de aquisição e gestão de NPL, onde também se incluem créditos hipotecários, chegou a ter perto de 7.000 imóveis para venda.
Em 2009, e em parceria com a Apollo Management, João Costa Reis foi um dos interessados na aquisição do BPN.
Assistindo ao impacto da crise em Portugal, co-funda em 2009 a Fundação Agir Hoje, de forma a ajudar na educação financeira, trabalhando sobretudo ao nível das famílias. 
Em 2010, o total dos portfólios por si geridos ascendia aos mil milhões de Euros, o que o torna no primeiro servicer directo de um banco em Portugal, bem como a ser nomeado pelo Estado Português para gerir portfolios do Estado estimados em 2.5 mil milhões de Euros.
No ano 2011, defendeu a entrada do FMI em Portugal.

### Fundos, Investimentos e Consultoria (2011-presente)
João Costa Reis, adquiriu várias participações em empresas do ramo imobiliário e em empresas especializadas em compra de créditos em incumprimento, como a Safeinterest, Estratégias Firmes, Cada Lugar, entre outras.
João Costa Reis, através da Safeinterest, investe no Fundo Henderson Park Capital, que se dedica à procura de oportunidades de investimento em activos imobiliários no mercado europeu. Actualmente o fundo já investiu 2 mil milhões de euros.

### Distinções e Prémios
Finalista do prémio "Entrepreneur of the Year" da Ernst & Young.